# Tauchira abbreviata
Tauchira abbreviata är en insektsart som först beskrevs av Jean Guillaume Audinet Serville 1838.  Tauchira abbreviata ingår i släktet Tauchira och familjen gräshoppor. Inga underarter finns listade i Catalogue of Life.